# Comté de Tulsa
Le comté de Tulsa est un comté situé dans l'État de l'Oklahoma aux États-Unis. Le siège du comté est Tulsa. Selon le recensement de 2000, sa population est de 563 299 habitants et elle est estimée en 2005 à 572 059 habitants. C'est le comté le plus densément peuplé de l'Oklahoma.

## Comtés adjacents
- Comté de Washington (nord)
- Comté de Rogers (nord-est)
- Comté de Wagoner (sud-est)
- Comté d'Okmulgee (sud)
- Comté de Creek (ouest)
- Comté de Pawnee (nord-ouest)
- Comté d'Osage (nord-ouest)

## Principales villes
- Bixby
- Broken Arrow
- Collinsville
- Glenpool
- Jenks
- Owasso
- Sand Springs
- Sapulpa
- Skiatook
- Sperry
- Tulsa